# Awe Geutah Paya
Awe Geutah Paya is een bestuurslaag in het regentschap Bireuen van de provincie Atjeh, Indonesië. Awe Geutah Paya telt 557 inwoners (volkstelling 2010).